# كيكو أميرة أكيشينو
كيكو أميرة أكيشينو (باليابانية: 文仁親王妃紀子)، (مواليد 11 سبتمبر 1966)، هي زوجة الأمير أكيشينو الابن الثاني لامبراطور اليابان أكيهيتو والامبراطورة ميتشيكو.